# Business intelligence
Business intelligence (BI) staat voor het verzamelen van gegevens binnen de eigen organisatie. Het kan omschreven worden als het proces van gegevens omzetten in informatie, dat vervolgens zou moeten leiden tot kennis en aanzetten tot adequate actie. Business intelligence heeft als doel competitief voordeel te creëren en organisaties slimmer te kunnen laten werken. Het wordt als een waardevolle kerncompetentie beschouwd.

## Inleiding
Business intelligence is gericht op het verzamelen en analyseren van informatie over klanten, beslissingsprocessen, concurrentie, markttoestand en algemene economische, technologische en culturele trends, teneinde beslissingsondersteunende informatie (intelligence) te verkrijgen.
Het doel van business intelligence is afgeleid van de strategie: het bedrijfsdoel of een missionstatement. Deze doelen kunnen gebaseerd zijn op de korte termijn (bijvoorbeeld kwartaalcijfers voor de beurs) dan wel de lange termijn (bijvoorbeeld vergroting van het marktaandeel, creëren van aandeelhouderswaarde, enz). Business intelligence wordt beschouwd als de opvolger van het management-informatiesysteem (MIS) uit voorgaande decennia.
Een speciale variant van Business intelligence is Location intelligence. Hierbij worden aan de hand van de ruimtelijke component die bij meer dan 80% van alle bedrijfsgegevens aanwezig is de bedrijfsgegevens op een kaart geprojecteerd. Dankzij het groeiende ruimtelijke bewustzijn (mede door toedoen van Google Maps en routenavigatiesystemen) neemt deze variant van business intelligence in een snel tempo toe, ook omdat Location intelligence nuttige inzichten oplevert.

## Onderverdeling
Er wordt onderscheid gemaakt tussen een tweetal BI-perspectieven:
- Het technologische perspectief: hierbij wordt expliciet ingegaan op de rol van de ICT binnen het BI-proces. De nadruk ligt meer op het gebruik van de ICT dan op het proces erachter. ICT speelt een rol bij het verzamelen van data (Extractie, Transformatie en Laden, oftewel ETL), bij het integreren van data (de analyse waarbij uit data intelligence wordt verkregen) en bij de verspreiding hiervan binnen de organisatie.

- Het businessperspectief: het systematische proces waarbij op basis van de strategie en de daaruit voortvloeiende informatiebehoefte data worden verzameld en geanalyseerd met als product kennis en informatie. Deze kennis en informatie dragen op hun beurt weer bij aan de strategie.

## Toepassingen BI
- Corporate performance management (CPM): CPM is het continue proces waarin het behalen van doelen, ofwel het leveren van prestaties, wordt beheerst met als uiteindelijk doel de strategie te realiseren. Hierbij richt men zich niet alleen op financiële doelen maar ook op het interne proces, op de klant en op innovatie en groei van de organisatie: de vier perspectieven van de balanced scorecard.
- Online Analytical Processing (OLAP)
- Dashboard (software)
- Customer Intelligence
- Datamining, Process Mining en Text mining

## Het business-intelligenceproces
Om te komen tot goede business intelligence moeten een aantal stappen doorlopen worden:
1. Gegevens verzamelen uit verschillende systemen (logistieke volgsystemen, ERP, enz.) en in een datawarehouse plaatsen.
2. De verzamelde gegevens omvormen zodat de gegevens uit de verschillende systemen met elkaar te vergelijken zijn en uniform zijn.
3. De verzamelde gegevens analyseren en omvormen tot informatie die bruikbaar is voor het management.
4. De gevonden informatie presenteren in een dashboard of andere presentatievorm. Eventueel kunnen de gevonden parameters afgezet worden tegenover de gewenste parameters, zoals in de balanced scorecard.